# San Antonio Tecajetes
San Antonio Tecajetes är en ort i Mexiko.   Den ligger i kommunen Chalchicomula de Sesma och delstaten Puebla, i den sydöstra delen av landet, 180 km öster om huvudstaden Mexico City. San Antonio Tecajetes ligger 2 493 meter över havet och antalet invånare är 255.
Terrängen runt San Antonio Tecajetes är kuperad åt nordväst, men åt sydost är den platt. Runt San Antonio Tecajetes är det ganska tätbefolkat, med 166 invånare per kvadratkilometer. Närmaste större samhälle är Ciudad Serdán, 5,4 km nordost om San Antonio Tecajetes. Omgivningarna runt San Antonio Tecajetes är en mosaik av jordbruksmark och naturlig växtlighet.